# مهرجان دمشق السينمائي الدولي
مهرجان دمشق السينمائي الدولي هو مهرجان سينمائي دولي يقام سنوياً في دمشق، سوريا. ويعد واحد من أهم المهرجانات السينمائية العربية والدولية من تأسيس المخرج السينمائي الراحل محمد شاهين. يشارك فيه دول عربية وأجنبية من مختلف قارات العالم.
المهرجان توقف في 2012 بسبب الحرب الأهلية السورية.

## نبذة تاريخية
شهدت سوريا أول مهرجان للسينما عام 1956 م وكان أول مهرجان سينمائي يعقد في سوريا بل وفي الوطن العربي، وقد انعقد المهرجان السينمائي السوري الأول متزامناً مع فعاليات معرض دمشق الدولي، وقد حضر المهرجان مشاركين وأفلام سينمائية من 13 دولة أجنبية وعربية منها : فرنسا، انكلترا، إيطاليا، الهند، يوغسلافيا، مصر، سوريا، ومجموعة من دول الإتحاد السوفيتي السابق، واستمرت فعاليات المهرجان لمدة اسبوعين وقدّم المهرجان مجموعة من الأفلام للدول المشاركة منها العرض الأول للفيلم السوفيتي (عطيل) من بطولة بوند انشوك وكان بطل الفيلم من ضيوف المهرجان، شاركت بريطانيا بفيلمين أحداهما فيلم (ريتشارد الثالث) بطولة لورنس أوليفية، واستمرت فعاليات المهرجان من عروض سينمائية ونشاطات ولقاءات الوفود المشاركة طوال إسبوعين.
في عام 1972 عقد مهرجان دمشق الدولي لسينما الشباب منفردا بأفلام عالمية ذات طابع متميز، وبتاريخ 20 / تشرين الأول / 1979 م انعقد مهرجان دمشق السينمائي الدولي بمشاركات عالمية أكبر وكانت هذه الدورة بمثابة الانطلاقة الجديدة ل مهرجان دمشق السينمائي الدولي شاركت فية دول عربية ومن أمريكا اللاتينية وأوروبا واسيا وقدم عروض مميزة من مختلف الدول وأُقيم على هامش المهرجان الندوات واللقاءات والاحتفالات والعروض السينمائية لمختلف الدول المشاركة، واستمر مهرجان دمشق السينمائي الدولي في جذب المزيد من المشاركات طول العقود والسنوات الماضية وقد وصلت الدول المشاركة فيه عام 2010 حوالي 54 دولة والمئات من الفنانين العرب والغربيين وكل دورة من دورات المهرجات تطلق تحت شعار يميزها مثل:
- من أجل سينما متطورة.
- بعيون السينما نرى.
- تحيا السينما
- وغيرها...